# Río Vajsh
El río Vajsh (también transliterado como Vakhsh o Vakhch) (conocido como Surjob en el norte de Tayikistán y como Kizil-Suu en Kirguistán), es un largo río que discurre por el Asia Central, uno de los principales afluentes del Amu Daria y uno de los principales ríos de Tayikistán. Tiene una longitud de 786 km y drena una cuenca de 39 100 km², similar a la de países como Suiza y los Países Bajos.
Los nombres «Surjob» y «Kizil-Suu» significan «río rojo» en persa y en kirguís.

## Geografía
El río nace en el valle de Alay, en Kirguistán, donde corre hacia el oeste durante 262 km; luego atraviesa Tayikistán durante 524 km hasta desembocar en río Panj formando el Amu Daria en la frontera entre Tayikistán y Afganistán. Atraviesa las provincias tayikas de Karotegin y de Khatlon. Su caudal anual es de 16,9 km³, y el promedio de 536 m³/s alimentado sobre todo por los glaciares. Alcanza su mayor volumen en los meses de julio y agosto. 
Recorre un territorio muy montañoso y con frecuencia de su curso atraviesa estrechas gargantas. Su cuenca hidrográfica es de 39.100 km², de los cuales 31.200 km² están en Tayikistán. Nace de la confluencia de dos principales fuentes, los ríos Muksu y Obihingou.

## Presas
El potencial hidroeléctrico del río Vajsh ha sido explotado por la Unión Soviética y por Tayikistán. Hay en la actualidad cinco presas en su curso, incluyendo la más elevada del mundo, la presa de Nurek. Las cinco producen el 90% de la electricidad del país. Se han planeado o están siendo construidas otras cuatro presas, incluyendo la Rogun, que será la más alta del mundo una vez terminada. Tayikistán es de hecho el mayor productor mundial de energía hidroeléctrica per cápita del mundo.

## Derrumbes
El Vajsh puede sufrir corrimientos  de tierras causados por terremotos en su región sísmica activa, los cuales constituyen una seria amenaza para las presas. Debido a un deslizamiento causado por un temblor en 2002, el Banco Asiático de Desarrollo otorgó al gobierno tayiko un préstamo con bajos intereses para mitigar en el futuro el impacto de fenómenos similares.